# سيد علي بهشتي
سيد علي بهشتي (بالفارسية: سيد على بهشتى) كان زعيمًا لمجموعة الهزارة العرقية الشيعية في أفغانستان، الذي أصبح رئيسًا للمجلس الثوري للوحدة الإسلامية في أفغانستان. ولد في ولاية باميان، وتلقى تعليمه في العراق حيث أصبح مدرسًا دينيًا. في الستينيات عاد إلى أفغانستان وأسس مدرسة إسلامية في ورس، التي أصبحت معقله. كان أيضا متحدثًا في البرلمان الأفغاني، حتى تولى الشيوعيون السلطة عام 1978.
في أبريل 1979، قامت انتفاضات ضد جمهورية أفغانستان الديمقراطية في هزارستان (المعروفة أيضًا باسم انتفاضة الهزارة 1970)، وبحلول الخريف كانت معظم المنطقة خالية من الوجود الحكومي. في سبتمبر 1979، عُقد اجتماع لعدة مئات من الشخصيات البارزة من جميع أنحاء هزارستان في ورس. وقد تضمن هؤلاء القادة التقليديين (مير) والملالي والسادة والمفكرين. في هذا المناسبة، تم إنشاء المجلس الثوري، وتم انتخاب بهشتي كرئيسه، في حين تم تعيين سيد محمد حسن "جغران" (الرائد)، وهو ضابط سابق في الجيش، كقائد عسكري للمجلس. كانت القوات السوفيتية والحكومية تسيطر على باميان ولكن خلاف ذلك، نفذوا عدد قليل من الهجمات في المنطقة، مما ترك المجلس في السيطرة. استبدلت الشورى البيروقراطية الحكومية السابقة في هزارستان، ولكن حكمها كان يعاني من الفساد وعدم الكفاءة. في عام 1982، هاجم "سازمان نصر"، وهو جماعة مسلحة من الهزارة، الشورى بمساعدة بعض قادتها، لكنها فشلت في الاستيلاء على ورس بعد أن تم التصدي لها من قبل قوات سيد محمد حسن. ومع ذلك، فقدت الشورى معظم أراضيها إلى نصر. في عام 1984، أطلق نصر وفريق مشابه، سباه باسدران، هجومًا جديدًا و في 6 مايو، نجحوا في الاستيلاء على قرية بهشتي، مما أجبر عليه على التراجع إلى نور، حصن جغران. في سبتمبر، بمساعدة حزب شيعي معتدل آخر، الحركة الإسلامية، تمكن من استعادة ورس، وبعد ذلك أصبح الوضع العسكري في هزارستان أكثر استقرارًا. في عام 1987، توحدت الأحزاب الشيعية الرئيسية تحت ضغط إيراني شديد، لتشكيل ما أصبح في عام 1989 حزب الوحدة الإسلامي، بقيادة عبد العلي مزاري.
في التسعينيات، انضم بهشتي إلى برهان الدين رباني لكنه طُرد من كابل عندما استولى طالبان على المدينة في عام 1996.